# 2416 Шаронов
2416 Шаронов (2416 Sharonov) — астероїд головного поясу, відкритий 31 липня 1979 року.
Тіссеранів параметр щодо Юпітера — 3,220.